# Milev Rocks
Die Milev Rocks (englisch; bulgarisch Милеви скали Milewi skali) sind eine Gruppe von Klippen 3,06 km nordnordwestlich des Newell Point vor der Nordküste von Robert Island im Archipel der Südlichen Shetlandinseln. Sie verteilen sich in ost-westlicher Ausdehnung über eine Länge von 1,5 km und eine Breite von 600 m östlich des Henfield Rock, südsüdwestlich der Orsoya Rocks und südwestlich der Mellona Rocks.
Britische Wissenschaftler kartierten sie 1968, bulgarische 2009. Die bulgarische Kommission für Antarktische Geographische Namen benannte sie 2010 nach dem bulgarischen Dichter Geo Milew (1895–1925).